# Jürgen Kleditzsch

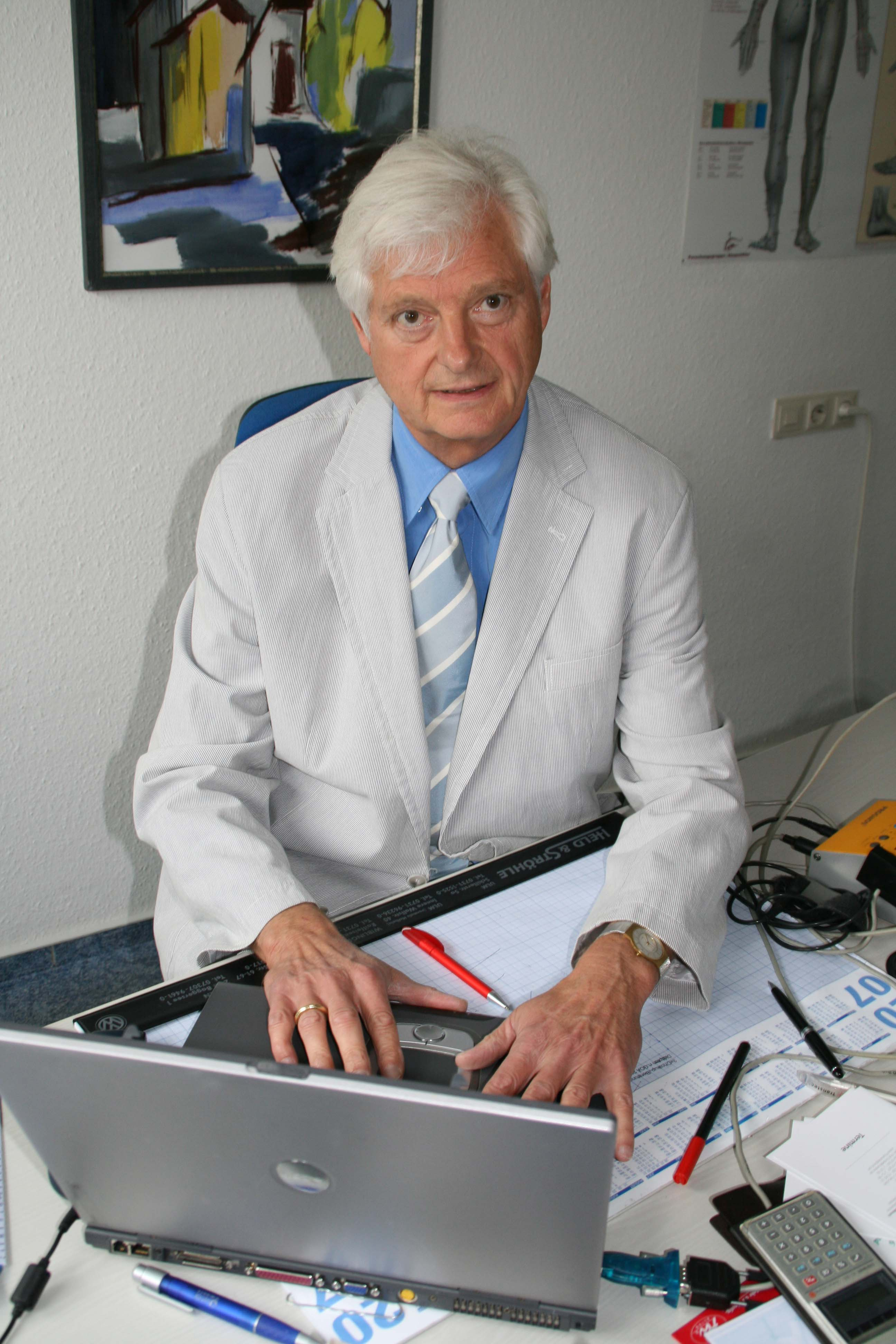
Jürgen Kleditzsch in seiner Praxis in Gerlenhofen

Jürgen Kleditzsch (* 26. Januar 1944 in Bad Schandau) ist ein deutscher Arzt und Politiker (früher CDU). Er war 1990 Minister für Gesundheitswesen der DDR.

## Leben
Kleditzsch legte 1962 das Abitur ab und absolvierte von 1962 bis 1963 ein Pflegepraktikum. 1963 bis 1969 studierte er an der Karl-Marx-Universität Leipzig Medizin und promovierte zum Dr. med. Von 1969 bis 1974 durchlief er eine Ausbildung zum Facharzt für Physiotherapie, dann zum Facharzt für Orthopädie. 1980 habilitierte er sich zum Dr. sc.
Von 1974 bis 1989 arbeitete er an der Medizinischen Akademie Dresden, zuerst als Leiter der Abteilung Physiotherapie an der Klinik für Orthopädie, ab 1978 als Oberarzt der Klinik. 1985 wurde er zum Dozenten für Physiotherapie, 1987 dann zum Professor berufen. Ab 1988 war er Leiter verschiedener Arbeits- und Forschungsgruppen. Ab 1972 arbeitete er in der Gesellschaft für Physiotherapie der DDR mit als Mitglied des Vorstandes, ab 1979 als Sekretär der Gesellschaft.
Kleditzsch war als Facharzt im Neu-Ulmer Stadtteil Gerlenhofen tätig und praktiziert jetzt in seiner Privatpraxis in Bad Wörishofen.

## Politik
1977 trat Kleditzsch in die CDU der DDR ein. Er war ab 1984 Mitglied des Bezirksvorstandes Dresden und ab 1987 Leiter des Aktivs Gesundheitspolitik beim CDU-Bezirksvorstand Dresden. Im Dezember 1989 wurde er zum Bezirksarzt von Dresden berufen. In den ersten freien Wahlen in der DDR wurde Kleditzsch im März 1990 zum Mitglied der Volkskammer gewählt und war ab April 1990 bis zum 2. Oktober 1990 Minister für Gesundheitswesen und ab August 1990 auch Minister für Arbeit und Soziales. Ab dem 3. Oktober 1990 gehörte er dem 11. Deutschen Bundestag an. 2002 verließ er die CDU.